# Fotbal Club Ceahlăul Piatra Neamț
Maillots
Le FC Ceahlăul Piatra Neamț est un club roumain de football basé à Piatra Neamț. Il évolue actuellement en Deuxième Division (Liga 2).

## Historique
- 1919 : fondation du club sous le nom de CS Ceahlăul Piatra Neamț
- 1949 : le club est renommé Progresul Piatra Neamț
- 1951 : le club est renommé Avîntul Piatra Neamț
- 1954 : absorption de Hîrtia Piatra Neamț et de Celuloza Piatra Neamț
- 1956 : le club est renommé Recolta Piatra Neamț
- 1957 : révocation de la fusion, le club est renommé Avîntul Piatra Neamț
- 1958 : fusion avec le Rapid Piatra Neamț en CS Piatra Neamț
- 1961 : le club est renommé CS Ceahlăul Piatra Neamț
- 1979 : fusion avec le Relonul Savinești en Relon Ceahlăul Piatra Neamț
- 1980 : le club est renommé CS Ceahlăul Piatra Neamț
- 1992 : le club est renommé FC Ceahlăul Piatra Neamț
- 2000 : le club se classe 4e du championnat de 1re division, ce qui constitue la meilleure performance de son histoire

### Palmarès
| Compétitions nationales | Compétitions internationales                                                                     |
| - Championnat de Roumanie - Meilleure performance : 4e en 2000 - Championnat de Roumanie de D2 - Champion (4): 1993, 2006, 2009, 2011 - Coupe de Roumanie - Meilleure performance : quart de finaliste en 1975, 2002 et 2013 | Anciennes compétitions - Coupe Intertoto - Meilleure performance : huitième de finaliste en 1995 |

## Parcours en coupes d'Europe

### Matches
| 1995 - Coupe Intertoto |       |                        |
| Phase de groupes       |       |                        |
| Ceahlăul Piatra Neamț  | 2 - 0 | FC Etar Veliko Tarnovo |
| KSK Beveren            | 0 - 2 | Ceahlăul Piatra Neamț  |
| Ceahlăul Piatra Neamț  | 2 - 0 | 1.FC Brno              |
| FC Groningue           | 0 - 0 | Ceahlăul Piatra Neamț  |
| Huitième de finale     |       |                        |
| Ceahlăul Piatra Neamț  | 0 - 2 | FC Metz                |
| 1999 - Coupe Intertoto |       |                        |
| Premier tour           |       |                        |
| Ceahlăul Piatra Neamț  | 1 - 0 | Ekranas Panevėžys      |
| Ekranas Panevėžys      | 0 - 1 | Ceahlăul Piatra Neamț  |
| Deuxième tour          |       |                        |
| Ceahlăul Piatra Neamț  | 2 - 1 | NK Jedinstvo Bihać     |
| NK Jedinstvo Bihać     | 1 - 3 | Ceahlăul Piatra Neamț  |
| Troisième tour         |       |                        |
| Ceahlăul Piatra Neamț  | 1 - 1 | Juventus               |
| Juventus               | 0 - 0 | Ceahlăul Piatra Neamț  |
| 2000 - Coupe Intertoto |       |                        |
| Premier tour           |       |                        |
| FC Narva Trans         | 2 - 5 | Ceahlăul Piatra Neamț  |
| Ceahlăul Piatra Neamț  | 4 - 2 | FC Narva Trans         |
| Deuxième tour          |       |                        |
| RCD Majorque           | 2 - 1 | Ceahlăul Piatra Neamț  |
| Ceahlăul Piatra Neamț  | 3 - 1 | RCD Majorque           |
| Troisième tour         |       |                        |
| Ceahlăul Piatra Neamț  | 2 - 2 | Austria Vienne         |
| Austria Vienne         | 3 - 0 | Ceahlăul Piatra Neamț  |
| 2003 - Coupe Intertoto |       |                        |
| Premier tour           |       |                        |
| Tampere United         | 1 - 0 | Ceahlăul Piatra Neamț  |
| Ceahlăul Piatra Neamț  | 2 - 1 | Tampere United         |

### Adversaires européens
- FC Etar Veliko Tarnovo
- KSK Beveren
- 1.FC Brno
- FC Groningue
- FC Metz
- Ekranas Panevėžys
- NK Jedinstvo Bihać
- Juventus
- FC Narva Trans
- RCD Majorque
- Austria Vienne
- Tampere United

## Logos

Ancien logo
Logo actuel